# 愛澤繪美里
愛澤 繪美里（日语：／ Aizawa Emiri），日本前女公關、時裝模特兒、作家與商人，曾經在東京都新宿區歌舞伎町的夜店「Gentleman'z Club」和「Forty Five」擔任看板娘，並在2014年成為時尚生活雜誌《小惡魔ageha》的專屬模特兒，也多次出演電視與廣播節目。她是日本年收入最高的女公關之一，最高一年收入達到2億日圓，有著「平成時代的灰姑娘」之稱，更常被拿來與另一位被認為日本最成功的男公關羅蘭作比較。目前已不再親自陪酒，現時為Voyage股份公司的代表董事，並擁有自創的服飾品牌「EmiriaWiz」、美容中心「VENUS BEAUTY CLINIC」、專屬網店、診所和多家連鎖店。

## 生涯

### 女公關
愛澤繪美里的陪酒生涯始於就讀高中時期的18歲，其第一家工作的夜店位於神奈川縣橫濱市橫濱站前。之後她轉職至東京都港區六本木的「Emma」。當愛澤繪美里在20歲與男友分手時，所屬的夜店是新宿區歌舞伎町的「Proudia」。兩年後，她成為「Gentleman'z Club」的女公關，並開始在那裡一週工作6天。2014年4月登上一個網上節目時，愛澤繪美里被問到月營業額時表示在其出生的月份（9月）大概收到接近但不到3000萬日元，其中60%是自己的收入。單日營業額方面，她在同年8月表示自己在23歲時曾一晚賺得2800萬日元。翌月，愛澤繪美里從「Gentleman'z Club」移籍至「Forty Five」。
2019年3月，愛澤繪美里宣佈從陪酒行業引退，她在3月的最後一天正式退休，並舉辦為期兩天的引退儀式，為所屬夜店「Forty Five」收得2億5千萬日元的營業額。愛澤繪美里指覺得是時候引退了，也難以在女公關和模特事業之間保持平衡，並表示自己在退休之後會主要集中從事模特兒的工作。她在此之前在其YouTube頻道發放影片，表示自己想嘗試新事物，向其他人傳達自己喜歡什麼，也希望像一個普通女孩一樣在夜晚看電視和出外吃飯。

### 模特兒
愛澤繪美里在23歲於東京都新宿區歌舞伎町的夜店「Gentleman'z Club」工作時被《小惡魔ageha》發掘，並在其2011年11月號雜誌上初登場，編集團隊更特此建立3頁的專題介紹。翌年10月發行的11月號上，她正式成為該雜誌的專屬模特兒。2014年4月，愛澤繪美里和搞笑藝人伊藤麻子、歌手SORA與前AKB48成員，現為商人的川崎希一同登上東京電視台的新節目《美麗國的茶會》（美の国のお茶会）。同月，她首次在時裝周Girls Award中亮相。與此同時，《小惡魔ageha》的出版商Inforest宣告破產停業，前者也因此受到後者波及而需休刊。2015年7月，《小惡魔ageha》經NEKO PUBLISHING接手後成功復刊，愛澤繪美里也隨即重新成為它們的專屬模特兒，翌年的2016年4月號更單獨佔有整版封面。

### 個人品牌
除了分別為「Gentleman'z Club」和《小惡魔ageha》擔任陪酒女郎和專屬模特兒外，愛澤繪美里還在2013年推出自己的時裝品牌「EmiriaWiz」，並開始在線上接受訂單。「Emiria Wiz」主打名媛風格的衣服，其在2015年的月銷售額達1.5億日元。2016年5月，該品牌在歌舞伎町開設第一間實體店，在開業初期曾需要排至少5小時才能進入商店。

## 個人生活
1988年9月1日，愛澤繪美里在神奈川縣橫濱市出生，是家中次女，有一位姐姐和妹妹。在3歲時經歷一段在大阪居住的時光後，她搬到廣島與祖父母同住，之後又在1992年回到大阪並在當地渡過童年，小學時期就讀於豐中市立少路小學校。2001年，愛澤再因父親公司的內部調動而回到橫濱定居，並入讀當地的横濱市立舞岡中學校和橫濱市立戶塚高等學校。
18歲時，還只是高中生的愛澤離家出走，因學歷不高，只能在便利商店工作。後來去到東京男朋友的家生活，但當時收入並不多難以維持生計，所以開始了陪酒工作。在夜店工作之前，她還曾在109百貨當過店員。
愛澤繪美里現時居住在新宿區的公寓內。她有著164cm的身高，體重39公斤、三圍和鞋碼分別是75"-57"-81"cm和23cm，血型B型。在未從陪酒行業退休之前，愛澤繪美里維持著每星期在夜店工作6天，每月花5天時間旅行散心的生活模式。她有著不能喝酒的體質，但這件事自其從業時起便得到了職場和客人的理解，在平時則會以通過對客人的了解和大談各種話題取代陪飲一事。
在《小惡魔ageha》擔任專屬模特兒時，愛澤繪美里便以其出色的吸金能力聞名。2012年成為該雜誌的模特兒時，其位於35樓的90平方公尺豪宅也隨之在雜誌上公開。根據《小惡魔ageha》8月號的篇幅，愛澤繪美里購買各種高級品牌商品和美容的費用，再加上租金和水電費等便要每月支出974萬日元，超越時裝設計師武藤晴香的單月377萬花費而為人注目。翌年3月號的單週總約115萬円的財務狀況令她成為該期雜誌的熱門話題。同年《小惡魔ageha》的6月號比較了各個名人之間的服裝總價，愛澤繪美里以822萬的全身總價傲視群雄，而第2位和第3位則分別是武藤晴香的786萬円，以及同為女公關的水輝聖羅的約562萬円，也因如此雜誌的編輯者稱她是「擁有萬中無一威嚴的歌舞伎町孃王」。

## 出版書籍
在移籍至「Forty Five」後，愛澤繪美里於2014年9月發行了一本集寫真集、時裝、美容和其私生活於一身的書籍，由主婦之友社代理發售，該書的初版有著不錯的銷量，出版商也因此宣佈發行重印版。翌年，她發行了關於其人生的自傳。

### 書籍
- （2014年9月3日）ISBN 978-4-07-297537-4[40]
- （2015年2月19日）ISBN 978-4-07-410301-0[41]
- （2017年3月15日）ISBN 978-4074213689
- （2019年7月26日、》ISBN 978-4862806956
- （2019年7月26日、KADOKAWA）ISBN 978-4074213689

### 寫真集
- 《 LAST》（2019年3月25日、TRANSWORLD JAPAN（日语：トランスワールドジャパン））ISBN 978-4862562579

## 外部連結
- 官方网站
- 愛澤繪美里的X（前Twitter）
- 愛澤繪美里的Instagram帳戶
- EmiriaWiz （页面存档备份，存于） プロデュースブランド「Emiria Wiz」公式
- 株式会社voyage （页面存档备份，存于） 代表取締役
- FOURTY FIVE TOKYO （页面存档备份，存于） 勤務先キャバクラ